# Dirphia epiolina
Dirphia epiolina är en fjärilsart som beskrevs av Felder 1874. Dirphia epiolina ingår i släktet Dirphia och familjen påfågelsspinnare. Inga underarter finns listade i Catalogue of Life.